# Casa Pere Serra i Pons
La Casa Pere Serra i Pons és un edifici del municipi de la Garriga (Vallès Oriental) inclòs en l'Inventari del Patrimoni Arquitectònic de Catalunya.

## Descripció
És un edifici civil, un habitatge unifamiliar aïllat. Consta de planta baixa, pis i golfa. Sòcol de maçoneria ordinària fins a la imposta de les obertures de la planta baixa. Llindes esglaonades revestides de rajola. L'obertura central de la planta pis és un arc partit per dues pilastres. La coberta és a dues vessants. El capcer és de perfil sinuós i esglaonat limitat per una sanefa de trencadís. Hi ha incorporats quatre pinacles, dos centrals i els altres dos als extrems a manera de pilastres. A la planta baixa hi ha reixes de ferro fuetejat i motius florals adherides orgànicament a la paret.